# Casinaria petiolaris
Casinaria petiolaris là một loài tò vò trong họ Ichneumonidae.